# Tranquilino Garcete
Tranquilino Garcete (1907. – ?), paraguayi válogatott labdarúgó.
A paraguayi válogatott tagjaként részt vett az 1930-as világbajnokságon.

## Külső hivatkozások
- Tranquilino Garcete a FIFA.com honlapján Archiválva 2015. február 4-i dátummal a Wayback Machine-ben